# طويقان سانتا مارتا
طويقان سانتا مارتا (الاسم العلمي:Aulacorhynchus lautus) (بالإنجليزية: Santa Marta Toucanet)‏ هو نوع من الطيور يتبع جنس الطويقان الأخضر من الفصيلة الطوقانية.